# ثنائي ميثيل-4-فنيلين ثنائي الأمين
ثنائي ميثيل-4-فنيلين ثنائي الأمين (بالإنجليزية: Dimethyl-4-phenylenediamine)‏ هو جزيء يُستخدم في اختبار الأكسيداز، وهو طليعة (سلف) مُهمة لأزرق الميثيلين.

## التخليق
في 1877 قامت باسف بإنتاج هذا المُركب بواسطة إدخال مجموعة نتروزيل وهدرجة اختزالية لثنائي ميثيل الأنيلين.
(CH3)2N-C6H5 + HNO2 → (CH3)2N-C6H5-NO
(CH3)2N-C6H5-NO + 2H2 → (CH3)2N-C6H5-NH2 + H2O